# Чемпионат Европы по водному поло среди женщин 2010
13-й Чемпионат Европы по водному поло среди женщин проходил с 31 по 10 сентября 2010 года в городе Загреб (Хорватия).

## Формат турнира
В турнире участвовало 8 команд, групповой этап разделён на две группы. В группе А и В участвовало по 6 команд. Первые две команды переходят в полуфинал, а команды занявшие 3-6 место играли в матчах за 11, 9, 7 и 5 место.

## Сборные
| Группа А - Россия - Хорватия - Италия - Греция | Группа B - Испания - Венгрия - Нидерланды - Германия |

## Групповой этап
| Условные обозначения                                                   |
| ---------------------------------------------------------------------- |
| Команды, занявшие 1 место в своих группах, переходят в полуфинал       |
| Команды, занявшие 2-3 место в своих группах, переходят в четвертьфинал |
| Команды, занявшие 4 место в своих группах, переходят в матч за 7 место |

### Группа А
| Место | Команда  | М | В | Н | П | ГЗ | ГП | +/- | Очки |
| ----- | -------- | - | - | - | - | -- | -- | --- | ---- |
| 1     | Греция   | 3 | 2 | 1 | 0 | 43 | 16 | +27 | 7    |
| 2     | Россия   | 3 | 1 | 2 | 0 | 47 | 22 | +25 | 5    |
| 3     | Италия   | 3 | 1 | 1 | 2 | 39 | 22 | +17 | 4    |
| 4     | Хорватия | 3 | 0 | 0 | 3 | 10 | 79 | -69 | 0    |

| 31 августа 18:00 | Отчёт | Хорватия                               | 3:28 | Россия | Загреб, Хорватия Судьи: Марк Левин, Урсула Венгенрох |
| 31 августа 18:00 | Отчёт | Счёт по четвертям: 0–8, 0–4, 1–11, 2–5 |      | | Загреб, Хорватия Судьи: Марк Левин, Урсула Венгенрох |
| 31 августа 18:00 | Отчёт | Сехич — 1 Супраха — 1 Калауш — 1       | Голы | Конух — 7 Соболева — 4 Гауфлер — 4 Прокофьева — 3 Танкеева — 2 Беляева — 2 Антонова — 2 Иванова — 2 Пустынникова — 1 Рыжова-Аленичева — 1 | Загреб, Хорватия Судьи: Марк Левин, Урсула Венгенрох |

| 31 августа 19:30 | Отчёт | Греция                                                        | 7:5  | Италия                                            | Загреб, Хорватия Судьи: Михайло Чирич, Аксель Бендер |
| 31 августа 19:30 | Отчёт | Счёт по четвертям: 2–1, 0–3, 2–0, 3–1                         |      |                                                   | Загреб, Хорватия Судьи: Михайло Чирич, Аксель Бендер |
| 31 августа 19:30 | Отчёт | Роубеси — 2 Геролиму — 2 Цоукала — 1 Асимаки — 1 Онтанаку — 1 | Голы | Рокко — 2 Касанова — 1 Радиккио — 1 Гариботти — 1 | Загреб, Хорватия Судьи: Михайло Чирич, Аксель Бендер |

| 2 сентября 16:30 | Отчёт | Греция                                | 7:7  | Россия                                                                      | Загреб, Хорватия Судьи: Серхио Боррелл, Михайло Чирич |
| 2 сентября 16:30 | Отчёт | Счёт по четвертям: 1–2, 3–4, 2–0, 1–1 |      |                                                                             | Загреб, Хорватия Судьи: Серхио Боррелл, Михайло Чирич |
| 2 сентября 16:30 | Отчёт | Роубеси — 3 Геролиму — 3 Асимаки — 1  | Голы | Беляева — 2 Глызина — 1 Конух — 1 Танкеева — 1 Пустынникова — 1 Иванова — 1 | Загреб, Хорватия Судьи: Серхио Боррелл, Михайло Чирич |

| 2 сентября 18:00 | Отчёт | Хорватия                                     | 3:22 | Италия | Загреб, Хорватия Судьи: Небойша Стойкович, Юрген Хаунсе |
| 2 сентября 18:00 | Отчёт | Счёт по четвертям: 0–6, 1–5, 0–7, 2–4        |      | | Загреб, Хорватия Судьи: Небойша Стойкович, Юрген Хаунсе |
| 2 сентября 18:00 | Отчёт | Милькович — 1 Райх-Краньяч — 1 Артукович — 1 | Голы | Гариботти — 4 Бьянкони — 4 Эммоло — 3 Котти — 3 Аббат — 2 Казанова — 2 Айелло — 2 Мотта — 1 Фрассинетти — 1 | Загреб, Хорватия Судьи: Небойша Стойкович, Юрген Хаунсе |

| 4 сентября 18:00 | Отчёт | Хорватия                                 | 4:29 | Греция                                                                              | Загреб, Хорватия Судьи: Антон Бервоец , Небойша Стойкович |
| 4 сентября 18:00 | Отчёт | Счёт по четвертям: 2–7, 0–7, 1–7, 1–8    |      |                                                                                     | Загреб, Хорватия Судьи: Антон Бервоец , Небойша Стойкович |
| 4 сентября 18:00 | Отчёт | Станичич — 2 Райх-Краньяч — 1 Калауш — 1 | Голы | Лоши — 6 Геролиму — 6 Онтаноку — 5 Аврамиду — 4 Асимаки — 3 Роубеси — 3 Цоукала — 1 | Загреб, Хорватия Судьи: Антон Бервоец , Небойша Стойкович |

| 4 сентября 19:30 | Отчёт | Россия                                                                                          | 12:12 | Италия                                                                             | Загреб, Хорватия Судьи: Аксель Бендер , Георг Дьердь |
| 4 сентября 19:30 | Отчёт | Счёт по четвертям: 1–5, 5–0, 2–1, 4–6                                                           |       |                                                                                    | Загреб, Хорватия Судьи: Аксель Бендер , Георг Дьердь |
| 4 сентября 19:30 | Отчёт | Иванова — 3 Прокофьева — 2 Конух — 2 Танкеева — 2 Глызина — 1 Антонова — 1 Рыжова-Аленичева — 1 | Голы  | Эммоло — 3 Мотта — 2 Гариботти — 2 Бьянкони — 2 Аббат — 1 Казанова — 1 Радикки — 1 | Загреб, Хорватия Судьи: Аксель Бендер , Георг Дьердь |

### Группа В
| Место | Команда    | М | В | Н | П | ГЗ | ГП | +/- | Очки |
| ----- | ---------- | - | - | - | - | -- | -- | --- | ---- |
| 1     | Нидерланды | 3 | 2 | 1 | 0 | 33 | 26 | +7  | 6    |
| 2     | Испания    | 3 | 2 | 1 | 0 | 32 | 28 | +4  | 6    |
| 3     | Венгрия    | 3 | 1 | 1 | 1 | 29 | 31 | -2  | 4    |
| 4     | Германия   | 3 | 0 | 1 | 2 | 30 | 39 | -9  | 1    |

| 31 августа 15:00 | Отчёт | Испания                                                | 12:10 | Германия                                                             | Загреб, Хорватия Судьи: Пьер Боннай, Марио Бргулян |
| 31 августа 15:00 | Отчёт | Счёт по четвертям: 3–2, 5–2, 3–4, 1–2                  |       |                                                                      | Загреб, Хорватия Судьи: Пьер Боннай, Марио Бргулян |
| 31 августа 15:00 | Отчёт | Гил — 4 Месерегер — 3 Тарраго — 2 Гарсия — 2 Эспар — 1 | Голы  | Бломенкамп — 3 Керн — 2 Золльнер — 2 Рох — 1 Кросцона — 1 Гельзе — 1 | Загреб, Хорватия Судьи: Пьер Боннай, Марио Бргулян |

| 31 августа 16:30 | Отчёт | Нидерланды                                                                       | 8:9  | Венгрия                                                  | Загреб, Хорватия Судьи: Светлана Древаль, Франциск Хавьер Буш |
| 31 августа 16:30 | Отчёт | Счёт по четвертям: 2–3, 0–1, 1–3, 5–2                                            |      |                                                          | Загреб, Хорватия Судьи: Светлана Древаль, Франциск Хавьер Буш |
| 31 августа 16:30 | Отчёт | E.Кабаут — 2 ван Белкем — 2 М. Кабаут — 1 Ахвердиен — 1 Вермеер — 1 Штомпорт — 1 | Голы | Сьють — 4 Буйка — 2 Валкай — 1 Кестхей — 1 Киштелеки — 1 | Загреб, Хорватия Судьи: Светлана Древаль, Франциск Хавьер Буш |

| 2 сентября 16:30 | Отчёт | Нидерланды                                                                                 | 17:10 | Германия                                                                          | Загреб, Хорватия Судьи: Светлана Древаль, Николаус Ставрапулос |
| 2 сентября 16:30 | Отчёт | Счёт по четвертям: 5–1, 6–6, 2–2, 4–1                                                      |       |                                                                                   | Загреб, Хорватия Судьи: Светлана Древаль, Николаус Ставрапулос |
| 2 сентября 16:30 | Отчёт | Клейн — 4 Вермеер — 4 М. Кабаут — 3 ван Белкем — 2 E.Кабаут — 2 Ахвердиен — 1 Штомпорт — 1 | Голы  | Кляйн — 3 Золльнер — 2 Диройф — 1 Бломенкамп — 1 Кросцона — 1 Керн — 1 Гельзе — 1 | Загреб, Хорватия Судьи: Светлана Древаль, Николаус Ставрапулос |

| 2 сентября 19:30 | Отчёт | Испания                                                          | 13:10 | Венгрия                                                   | Загреб, Хорватия Судьи: Урсула Венгенрох, Михай Симион |
| 2 сентября 19:30 | Отчёт | Счёт по четвертям: 3–3, 3–2, 5–2, 2–3                            |       |                                                           | Загреб, Хорватия Судьи: Урсула Венгенрох, Михай Симион |
| 2 сентября 19:30 | Отчёт | Тарраго — 4 Ортиз — 2 Пена — 2 Месерегер — 2 Гарсия — 2 Блаз — 1 | Голы  | Киштелеки — 3 Дравуц — 3 Такаш — 2 Валкай — 1 Кестхей — 1 | Загреб, Хорватия Судьи: Урсула Венгенрох, Михай Симион |

| 4 сентября 15:00 | Отчёт | Германия                                                       | 10:10 | Венгрия                            | Загреб, Хорватия Судьи: Георгиос Стравридис , Мирослав Влашич |
| 4 сентября 15:00 | Отчёт | Счёт по четвертям: 4–3, 3–2, 1–1, 2–4                          |       |                                    | Загреб, Хорватия Судьи: Георгиос Стравридис , Мирослав Влашич |
| 4 сентября 15:00 | Отчёт | Бломенкамп — 3 Кросцона — 2 Гельзе — 2 Золльнер — 2 Заллум — 1 | Голы  | Киштелеки — 5 Дравуц — 4 Такаш — 1 | Загреб, Хорватия Судьи: Георгиос Стравридис , Мирослав Влашич |

| 4 сентября 16:30 | Отчёт | Испания                                                  | 7:8  | Нидерланды                                                                             | Загреб, Хорватия Судьи: Михай Симион , Стефано Риччителли |
| 4 сентября 16:30 | Отчёт | Счёт по четвертям: 2–4, 1–3, 1–0, 3–1                    |      |                                                                                        | Загреб, Хорватия Судьи: Михай Симион , Стефано Риччителли |
| 4 сентября 16:30 | Отчёт | Тарраго — 2 Гарсия — 2 Гил — 1 Миранда — 1 Месерегер — 1 | Голы | М. Кабаут — 2 Шмит — 1 Ахвердиен — 1 ван Белкем — 1 Клейн — 1 E.Кабаут — 1 Вермеер — 1 | Загреб, Хорватия Судьи: Михай Симион , Стефано Риччителли |

## Плей-офф

### Матч за 7 место
| 6 сентября 15:30 | Отчёт | Хорватия                                 | 7:23 | Германия | Загреб, Хорватия Судьи: Урсула Венгенрох, Светлана Древаль |
| 6 сентября 15:30 | Отчёт | Счёт по четвертям: 2–7, 1–6, 3–4, 1–6    |      | | Загреб, Хорватия Судьи: Урсула Венгенрох, Светлана Древаль |
| 6 сентября 15:30 | Отчёт | Рейх-Краньяц — 3 Милькович— 2 Калауз — 2 | Голы | Кросцона — 5 Дирольф — 4 Бломенкамп — 3 Штайнхауер— 2 Гельзе— 2 Золльнер— 2 Рох— 1 Заллум— 1 Керн— 1 Кляйн— 1 Зайферт — 1 | Загреб, Хорватия Судьи: Урсула Венгенрох, Светлана Древаль |

### 1/4 финала
| 6 сентября 17:30 | Отчёт | Россия | 12:9 | Венгрия                                                | Загреб, Хорватия Судьи: Пьер Боннаи, Михайло Чирич |
| 6 сентября 17:30 | Отчёт | Счёт по четвертям: 3–2, 4–3, 4–2, 1–2                                                                          |      |                                                        | Загреб, Хорватия Судьи: Пьер Боннаи, Михайло Чирич |
| 6 сентября 17:30 | Отчёт | Иванова — 3 Конух— 2 Беляева — 2 Глызина — 1 Прокофьева — 1 Пустынникова — 1 Рыжова-Аленичева — 1 Соболева — 1 | Голы | Дравуц — 4 Киштелеки — 2 Такаш — 1 Кестхей — 1 Тут — 1 | Загреб, Хорватия Судьи: Пьер Боннаи, Михайло Чирич |

| 6 сентября 19:30 | Отчёт | Испания                                           | 9:10 | Италия                                                   | Загреб, Хорватия Судьи: Марио Бргульян, Мирослав Власич |
| 6 сентября 19:30 | Отчёт | Счёт по четвертям: 2–3, 2–3, 4–3, 1–1             |      |                                                          | Загреб, Хорватия Судьи: Марио Бргульян, Мирослав Власич |
| 6 сентября 19:30 | Отчёт | Гил — 5 Эспар — 1 Тарраго — 1 Пена — 1 Гарсия — 1 | Голы | Бьянкони — 3 Котти — 3 Мотта — 2 Казанова — 1 Эммоло — 1 | Загреб, Хорватия Судьи: Марио Бргульян, Мирослав Власич |

### Матч за 5 место
| 8 сентября 15:30 | Отчёт | Венгрия                                                             | 9:10 | Испания                                              | Загреб, Хорватия Судьи: Аксель Бендер, Стефанно Риккелли |
| 8 сентября 15:30 | Отчёт | Счёт по четвертям: 2–3, 2–3, 4–3, 1–1                               |      |                                                      | Загреб, Хорватия Судьи: Аксель Бендер, Стефанно Риккелли |
| 8 сентября 15:30 | Отчёт | Валкаи — 3 Буйка — 2 Киштелеки — 2 Такаш — 1 Дравуц — 1 Кестхей — 1 | Голы | Месенгер — 3 Гил — 1 Миранда — 1 Блаз — 1 Гарсия — 1 | Загреб, Хорватия Судьи: Аксель Бендер, Стефанно Риккелли |

### 1/2 финала
| 8 сентября 17:30 | Отчёт | Италия                                          | 5:10 | Греция                                                                               | Загреб, Хорватия Судьи: Георг Кун, Михай Симион |
| 8 сентября 17:30 | Отчёт | Счёт по четвертям: 0–3, 2–4, 2–1, 1–2           |      |                                                                                      | Загреб, Хорватия Судьи: Георг Кун, Михай Симион |
| 8 сентября 17:30 | Отчёт | Гарриботти — 2 Аббат — 1 Бьянкони — 1 Котти — 1 | Голы | Геромолу — 4 Тсоукала — 1 Псоуни — 1 Авромиду — 1 Роумпеси — 1 Антонаку — 1 Лара — 1 | Загреб, Хорватия Судьи: Георг Кун, Михай Симион |

| 8 сентября 20:00 | Отчёт | Россия                                                                             | 10:7 | Нидерланды                                      | Загреб, Хорватия Судьи: Андрей Франулович, Урсула Венеррох |
| 8 сентября 20:00 | Отчёт | Счёт по четвертям: 3–1, 3–3, 2–1, 2–2                                              |      |                                                 | Загреб, Хорватия Судьи: Андрей Франулович, Урсула Венеррох |
| 8 сентября 20:00 | Отчёт | Прокофьева — 3 Соболева — 2 Иванова — 2 Конух — 1 Рыжова-Аленичева — 1 Беляева — 1 | Голы | ван Белкум — 3 Кабаут — 2 Смит — 1 Ахвердян — 1 | Загреб, Хорватия Судьи: Андрей Франулович, Урсула Венеррох |

### Матч за 3 место
| 10 сентября 17:30 | Отчёт | Италия                                                                                           | 12:14 | Нидерланды                                                             | Загреб, Хорватия Судьи: Урсула Венеррох, Юнаш Дьердь |
| 10 сентября 17:30 | Отчёт | Счёт по четвертям: 1–5, 4–3, 3–3, 4–3                                                            |       |                                                                        | Загреб, Хорватия Судьи: Урсула Венеррох, Юнаш Дьердь |
| 10 сентября 17:30 | Отчёт | Бьянкони — 3 Айелло — 2 Котти — 2 Радиччи — 1 Гариботти — 1 Эммоло — 1 Рокко — 1 Фрассинетти — 1 | Голы  | ван Белкум — 4 Кабаут — 4 Кабаут — 2 Ахвердян — 2 Смит — 1 Вермеер — 1 | Загреб, Хорватия Судьи: Урсула Венеррох, Юнаш Дьердь |

### Финал
| 10 сентября 20:00 | Отчёт | Греция                                | 6:11 | Россия                                                                                | Загреб, Хорватия Судьи: Борис Маргета, Сержио Боррелл |
| 10 сентября 20:00 | Отчёт | Счёт по четвертям: 1–3, 3–3, 1–2, 1–3 |      |                                                                                       | Загреб, Хорватия Судьи: Борис Маргета, Сержио Боррелл |
| 10 сентября 20:00 | Отчёт | Асимаки — 4 Геролуму — 2              | Голы | Глызина — 2 Конух — 2 Соболева — 2 Иванова — 2 Танкеева — 1 Антронова — 1 Беляева — 1 | Загреб, Хорватия Судьи: Борис Маргета, Сержио Боррелл |

## Итоговое положение
| Место | Команда    |
| ----- | ---------- |
|       | Россия     |
|       | Греция     |
|       | Нидерланды |
| 4     | Италия     |
| 5     | Венгрия    |
| 6     | Испания    |
| 7     | Германия   |
| 8     | Хорватия   |

| Чемпион Европы по водному поло 2010 |
| ----------------------------------- |
| Россия Третий титул                 |

## Лучшие игроки
Лучший игрок (MVP) :
Лучший вратарь :
Лучший бомбардир :  Ангелика Ермолив (17 голов)